# Grofri

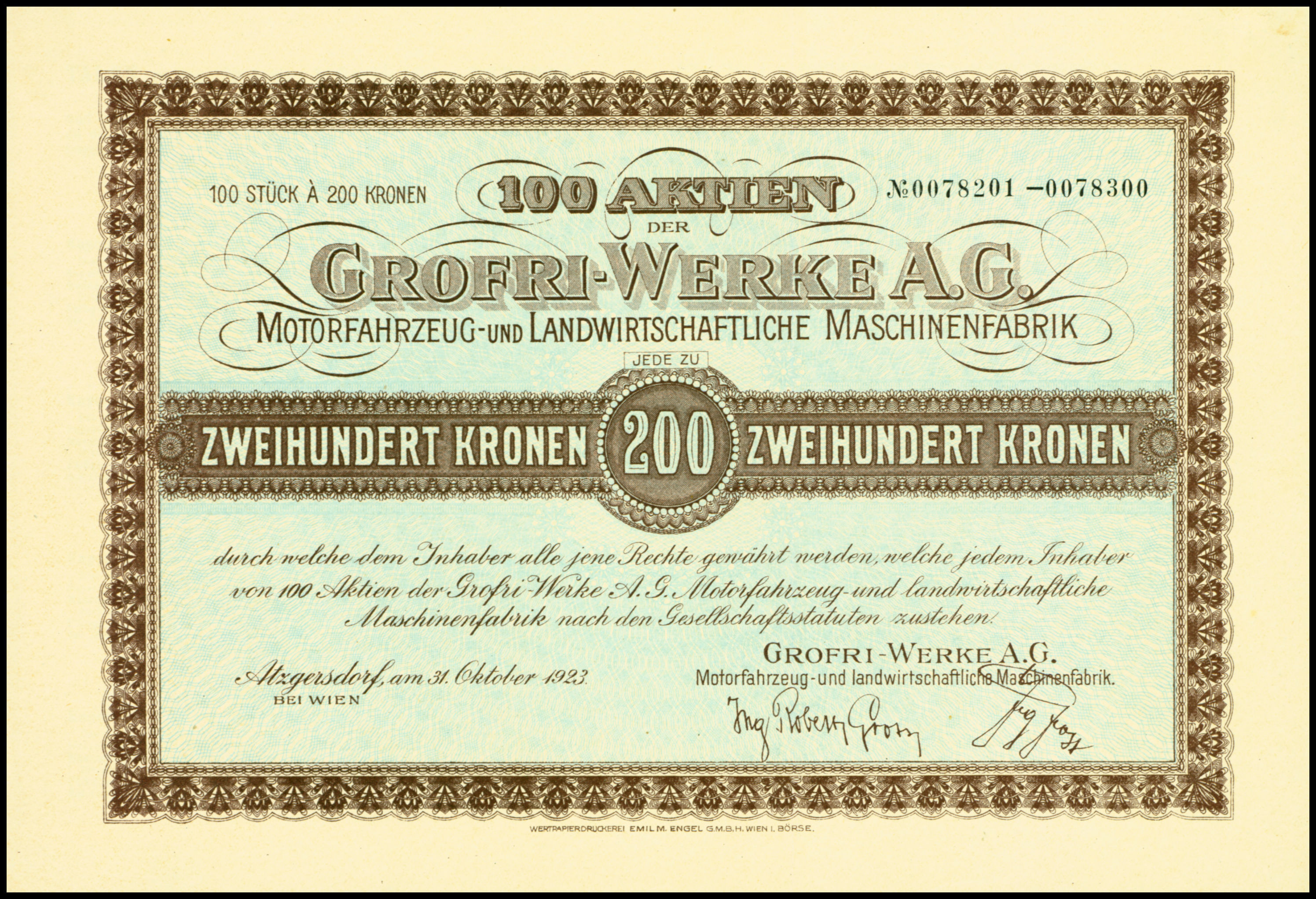
Sammelaktie über 100 × 200 Kronen der Grofri-Werke AG vom 31.
Oktober 1923

Grofri-Werke AG war eine Automobilfabrik aus Atzgersdorf bei Wien.

## Beschreibung
Robert Gross und Leopold Friedmann gründeten das Unternehmen. Sie stellten ab 1921 Automobile her. Der Markenname lautete Grofri.
Zunächst wurden große Wagen mit Sechszylindermotoren mit 3 Liter Hubraum gebaut. Das Fahrzeug bot 6 Personen Platz und wog 1600 kg. Die Höchstgeschwindigkeit lag bei 120 km/h. Der Verbrauch war mit 12 bis 14 Liter pro 100 km angegeben. Das Getriebe hatte 4 Gänge. Die Kraft wurde mit einer Kardanwelle an die Hinterachse übertragen. Ab 1924 entstanden auch Kleinwagen, die in Lizenz des französischen Amilcar gefertigt wurde.
Die sportlichen Wagen waren mit Vierzylindermotoren mit SV-Ventilsteuerung ausgestattet, die über 903 cm³ oder 1047 cm³ Hubraum verfügten. Es gab auch Rennversionen, einige davon mit Roots-Kompressor. Diese Rennwagen nahmen an etlichen Bergrennen teil und erzielten auch ansprechende Erfolge.
1925 wurde der Bau der großen Sechszylindermodelle eingestellt, 1927 auch der Bau der Kleinwagen. 1931 wurde das Grofriwerk wegen prekärer Finanzlage geschlossen.

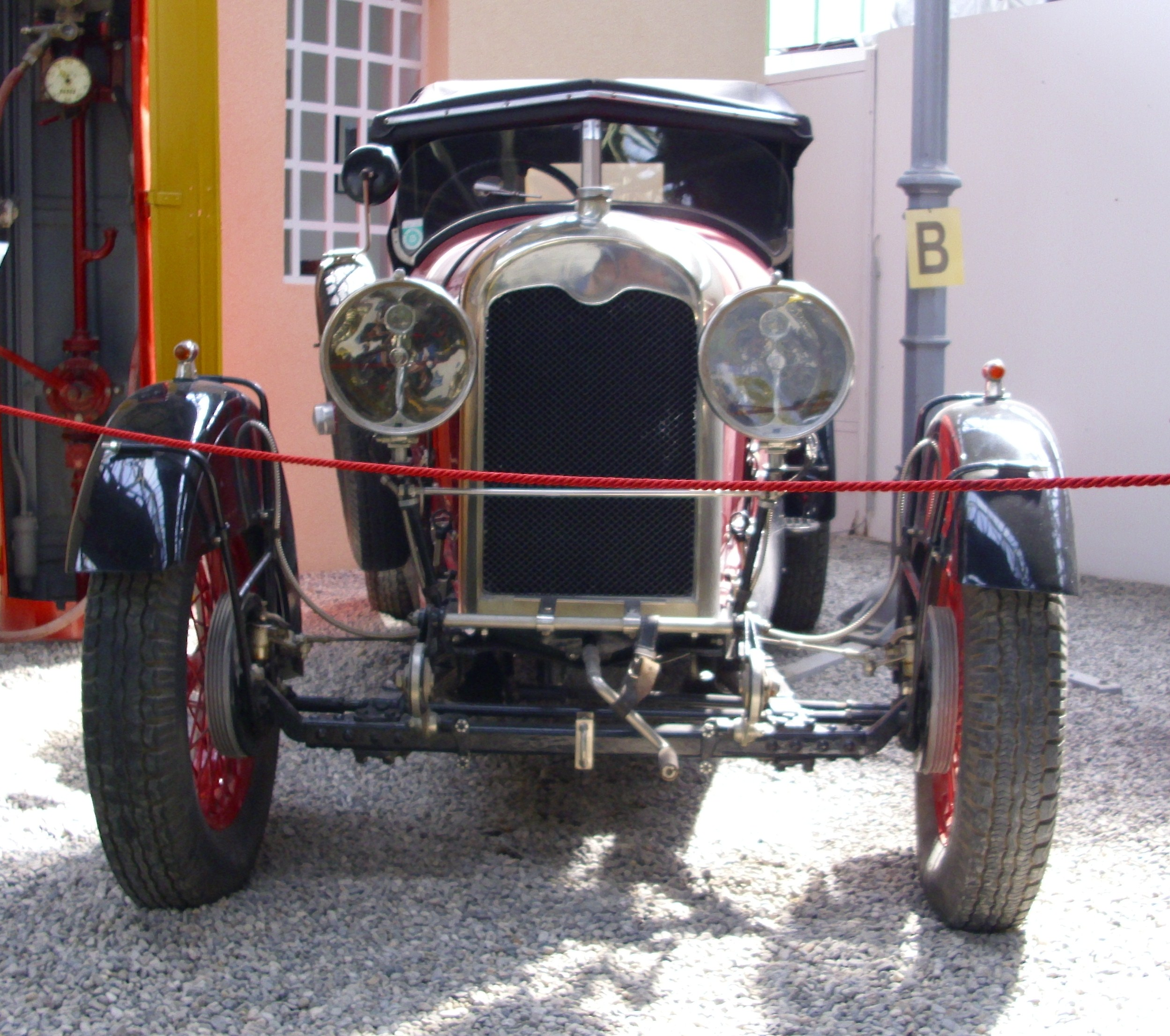
Grofri von 1928
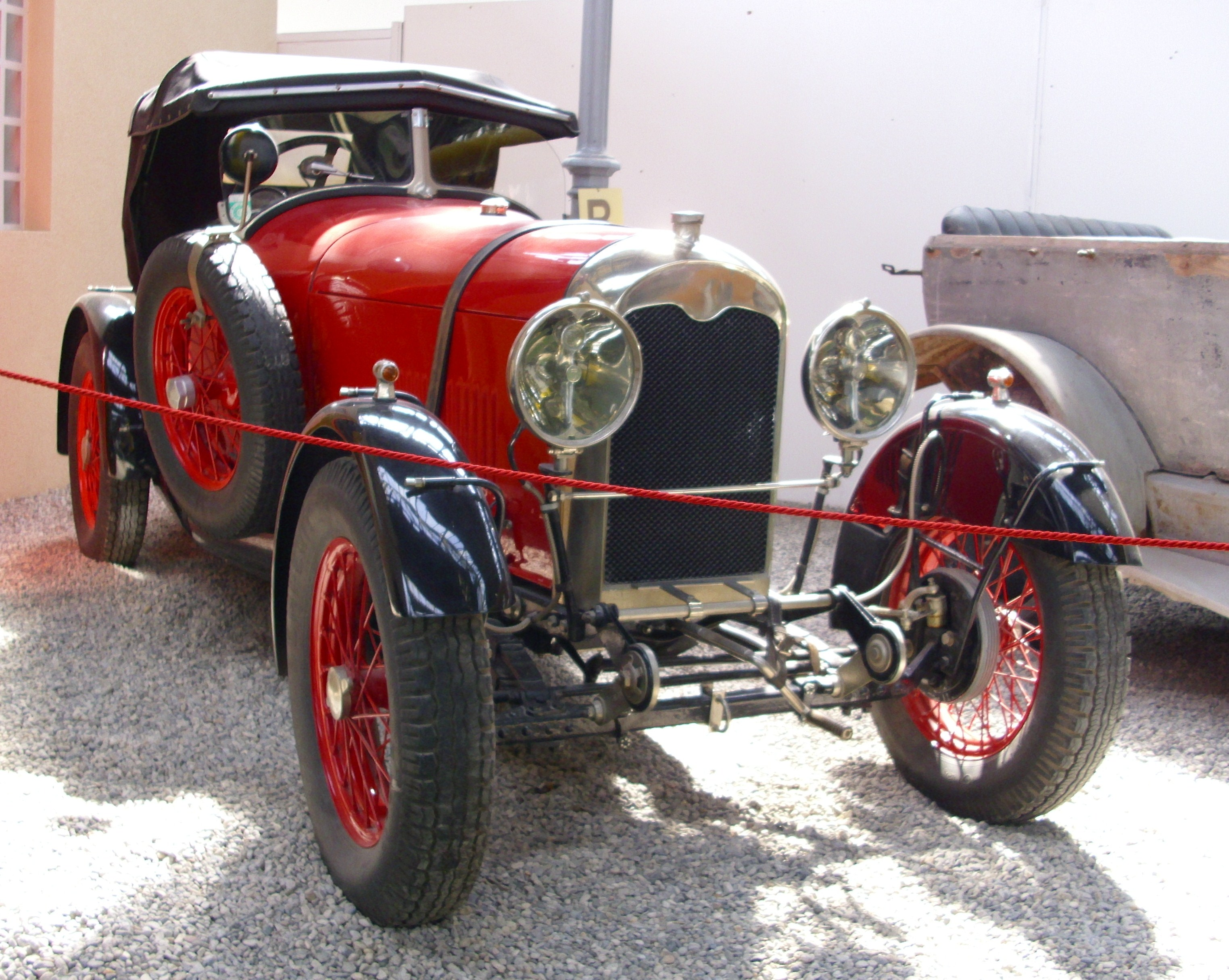
Grofri von 1928